# Shevlin (Minnesota)
Shevlin – miasto w Stanach Zjednoczonych, w stanie Minnesota, w hrabstwie Clearwater.